# Cailin McDonald
Cailin McDonald ist eine US-amerikanische Schauspielerin und Synchronsprecherin.

## Leben
McDonald begann ein Schauspielstudium am William Esper Studio, durfte ihr Studium allerdings nicht abschließen. Sie verdiente ihr Geld als Maskottchen der New York Mets. Über Stand-up- und Improvisationstheater in New York City fand sie den Weg zurück zum Schauspiel. Nach einer Besetzung 2007 im Kurzfilm The Lottery, war sie ab Mitte der 2010er Jahre regelmäßig als Fernseh- und Filmschauspielerin zu sehen. 2017 erhielt sie unter anderen Episodenrollen in den Fernsehserien Zeit der Sehnsucht und Ten Days in the Valley. 2018 spielte sie in sechs Episoden der Fernsehserie Reich und Schön in einer wiederkehrenden Rolle mit.
Weitere Episodenrollen erhielt McDonald 2019 in einer Episode der Fernsehserie This Is Us – Das ist Leben und 2020 in einer Episode der Fernsehserie Criminal Minds. 2021 stellte sie in zwei Episoden der Fernsehserie Good Trouble die Rolle der Richterin Janine Franklin dar. 2022 lieh sie für die englische Synchronfassung im Spielfilm Spieglein, Spieglein der von Malena Alterio verkörperten Cristina ihre Stimme. 2023 übernahm sie mit der Rolle der Pamela eine der Hauptrollen des Fernsehliebesfilms Secrets in the Desert. In der Lifetime-Television-Filmproduktion zerbricht ihre lesbische Beziehung zu Charlie nach und nach, als sich diese mit Männern trifft. Im selben Jahr stellte sie die Rolle der Lt. Rodriguez im Katastrophenfilm Arctic Armageddon dar. 2024 war sie in vier Episoden der Fernsehserie Turning Teddy als Patty zu sehen.

## Filmografie (Auswahl)

### Schauspiel
- 2007: The Lottery (Kurzfilm)
- 2015: The Jeff Show (Fernsehserie, Episode 2x06)
- 2015: Star Trek Wars (Kurzfilm)
- 2016: A Pinch of Salt (Kurzfilm)
- 2016: Remnants (Kurzfilm)
- 2016: Happy Hour (Kurzfilm)
- 2017: Zeit der Sehnsucht (Days of Our Lives, Fernsehserie, Episode 1x13110)
- 2017: White River Tales (Kurzfilm)
- 2017: Ten Days in the Valley (Fernsehserie, Episode 1x02)
- 2018: Send Help (Kurzfilm)
- 2018: Reich und Schön (The Bold and the Beautiful, Fernsehserie, 6 Episoden)
- 2019: This Is Us – Das ist Leben (This Is Us, Fernsehserie, Episode 4x03)
- 2019: If Not Now, When?
- 2020: Criminal Minds (Fernsehserie, Episode 15x08)
- 2020: The Ball Method (Kurzfilm)
- 2021: Good Trouble (Fernsehserie, 2 Episoden)
- 2023: Impulse
- 2023: Secrets in the Desert (Fernsehfilm)
- 2023: Fishers of Men (Kurzfilm)
- 2023: Arctic Armageddon
- 2023: Turning Teddy (Fernsehserie, 4 Episoden)
- 2024: Rule of Thirds

### Synchronisationen
- 2022: Spieglein, Spieglein (Espejo, Espejo)

## Theater (Auswahl)
- Under Milk Wood, Regie: Mark Lamos, Hartford Stage Company
- Servant of two Masters, Regie: Bartlett Sher, Hartford Stage Company
- Blithe Spirit, BoarsHead Theater
- Proof, BoarsHead Theater
- Uncommon Women & Others, Women’s Theater Company
- Sweeney Todd, Great American Melodrama
- Psycho B*tch Party, NY Artists Unlimited
- Libretto, Claire 	Algonquin Productions